# Tricholoma columbetta
Tricholoma columbetta (Elias Magnus Fries, 1821 ex Paul Kummer, 1871), din încrengătura Basidiomycota în familia Tricholomataceae și de genul Tricholoma, este o ciupercă comestibilă, denumită în popor bureți porumbei sau porumbiță, porumbițe. Ea coabitează, fiind un simbiont micoriza (formează micorize pe rădăcinile arborilor). Buretele se dezvoltă în România, Basarabia și Bucovina de Nord pe sol acru și nisipos, niciodată pe cel calcaros, în păduri de foioase cu preferință sub stejari, și mesteceni, mai rar în cele de conifere, prin luminișuri, la margini de pădure și de drum, crescând în grupuri mari precum cercuri de vrăjitoare. Timpul apariției este din iunie până în noiembrie (decembrie).

## Descriere

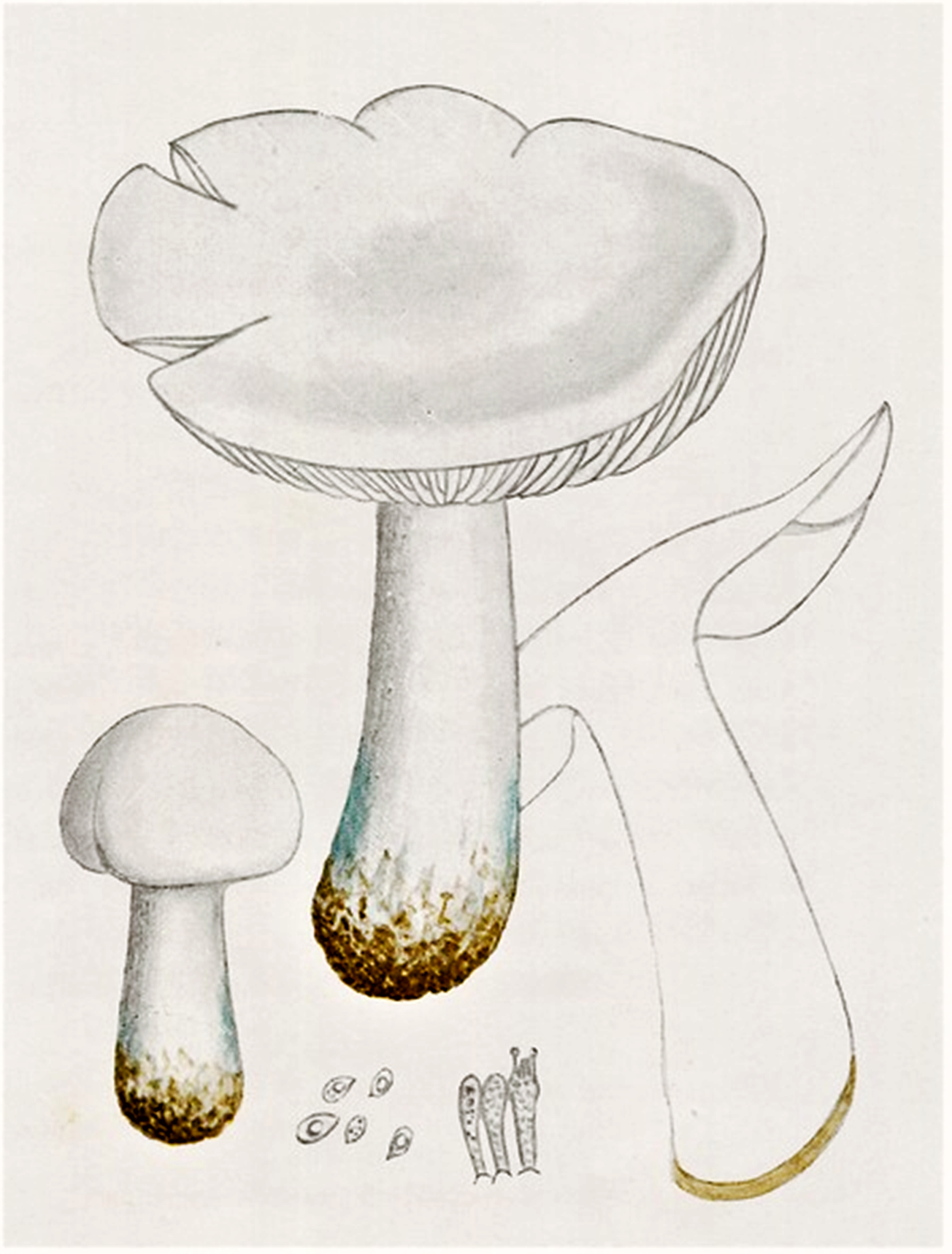
Bres.: T. columbetta

- Pălăria: are un diametru de 7-10 (12) cm, este cărnoasă, inițial arcuită, aproape ovoidală, cu marginea răsfrântă spre picior și apoi extinsă, bont cocoșată, cu marginea subțire, ondulată și ușor pâslită. Cuticula este netedă și mătăsoasă, fin radial-fibros incarnată, în tinerețe și la umezeală ceva unsuroasă. Culoarea ei este albă, la maturitate adesea presărată cu pete roze, albăstruie sau violacee.
- Lamelele: sunt neregulate, inițial aglomerate, înghesuite, mai târziu ceva mai late și distanțate, rotunzite până bombate, cu muchii ușor crestate. Coloritul rămâne până la bătrânețe alb.
- Piciorul: este destul de lung cu o lungime de 6-10 (12) cm și o grosime de 0,8 până la 2 cm, fiind cilindric (câteodată ușor îndoit), fără manșetă, plin, fibros și de culoare albuie care arată adesea tonuri rozalii spre pălărie și albastru-verzuie spre bază.
- Carnea: rămâne (și după tăiere) albă, destul de tare, cărnoasă și groasă. Ciuperca are un miros slab de faină proaspătă (care dispare după fierbere) și un gust plăcut, tot ceva făinos.
- Caracteristici microscopice: are spori albi (câteodată cu pete albastre la bază), ovoidali până ușor elipsoidali, fibros-mătăsoși, neamilozi (nu se decolorează cu reactivi de iod) și hialini cizi) (translucizi), având o mărime de 5–7,5 × 4–5 microni. Pulberea lor este albă.[4][5]

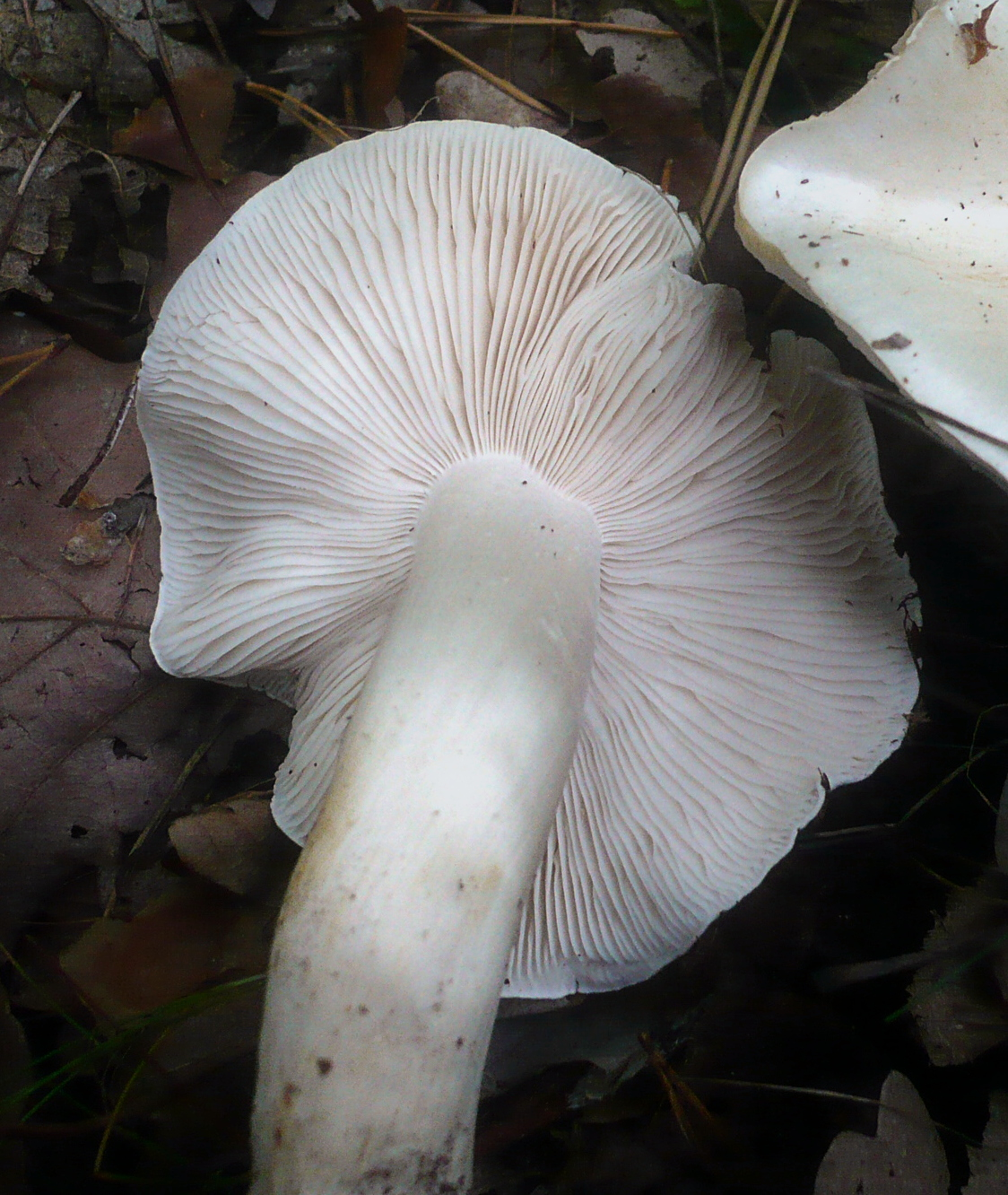
T. columbetta, lamele și picior
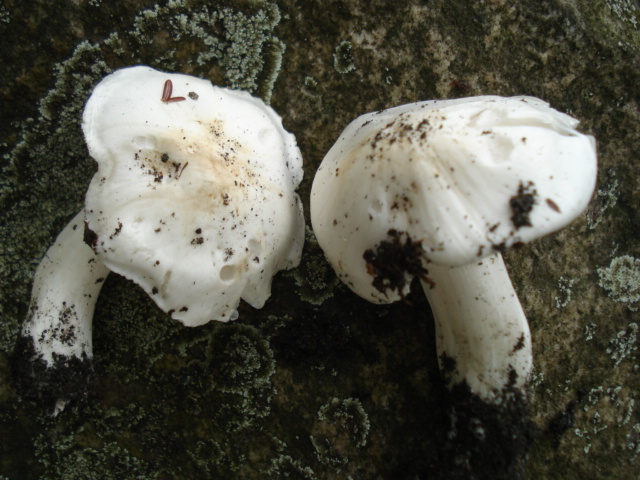
T. columbetta tinere
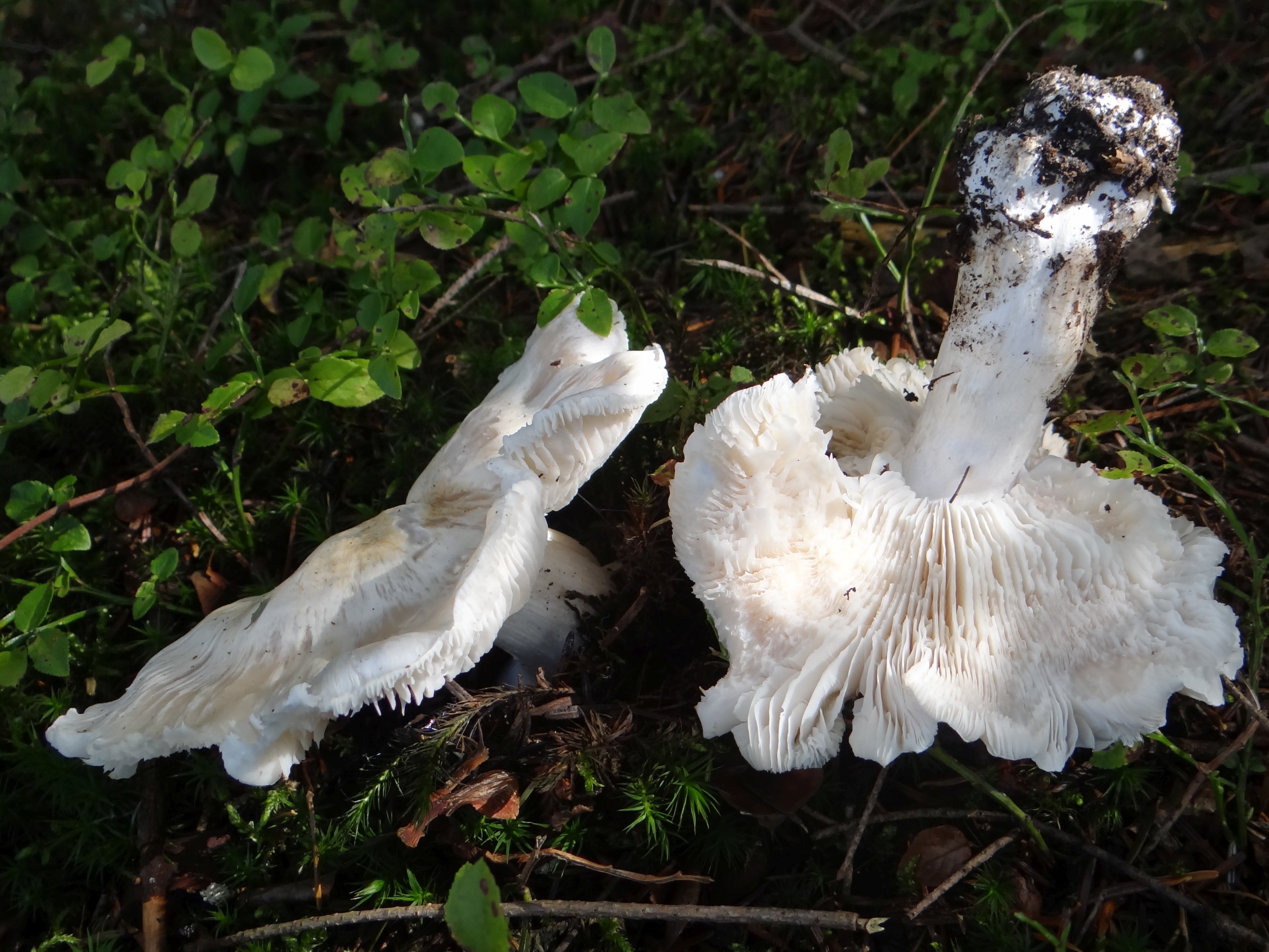
T. columbetta bătrâne

## Confuzii
Există mai mulți bureți comestibili care  pot fi confundați cu Tricholoma columbetta, ca de exemplu cu Agaricus arvensis, Clitopilus prunulus, Entoloma clypeatum sin. Rhodophyllus clypeatus (scutul pieptănușului), Lepista irina, Leucocybe connata sin. Clitocybe connata, Lyophyllum connatum, Tricholoma album (lamele albicioase, nu decurente la picior, se dezvoltă numai în păduri de foioase în special sub mesteceni, miros neplăcut făinos- rânced, gust amar, apare de abia în septembrie) Tricholoma goniospermum sin. Tricholosporum goniospermum (are la început o cuticulă alb-gălbuie, apoi gri-ruginie până la violet deschis cu lamele de aceiași culoare cu miros intensiv de faină proaspătă), Tricholoma lascivum (necomestibil), Volvariella speciosa (nu se dezvoltă în păduri, miros imperceptibil sau ușor de ridichi, gust aproape ceva neplăcut) sau cu necomestibilele Tricholoma album (inițial cu miros rânced-făinos, apoi pământos, gust iute și amar) și Tricholoma inamoenum.
Mult mai periculoasă este confuzia cu bureți otrăvitori până letali, în special în stadiul de tinerețe al dezvoltării lor, astfel cu: Amanita verna (fără miros de făină, cu inel, bulb și volvă), Amanita virosa (fără miros de făină, cu inel, bulb și volvă), Clitocybe phyllophila, sin. Clitocybe cerussata (Se dezvoltă în același locuri ca pestrița dar este ceva mai mică carnea miroase aromatic-dulce, având un gust plăcut, la bătrânețe amărui. Buretele conține o doză mare de muscarină. O probă trebuie să fie scuipată imediat.), Entoloma sinuatum sin. Rhodophyllus sinuatus (Ciuperca pieptănușului), (carne albă, miroase în tinerețe tot de faină proaspătă, apoi, deja devreme, râncedă și respingătoare. Ea se poate deosebii și prin lamelele ei care sunt la început de culoare albui-gălbuie, schimbând repede spre roz și roșu de somon.), Inocybe erubescens sin. Inocybe patroullardii (Burete cărămiziu) (Crește în același locuri. În tinerețe este foarte asemănător, dar își schimbă culoarea curând spre roșu-maro iar lamelele spre maroniu. Mirosul nu est de faină proaspătă, ci fructuos-spirituos.), Inocybe fibrosa (foarte otrăvitoare, posibil letală), Inocybe geophylla (are lamele albicioase, mai târziu ocru-maronii, cu un miros tipic foarte dezgustător, conținând o doză mare de muscarină), Inocybe sambucina (foarte otrăvitoare, posibil letală) sau Inocybe umbratica (otrăvitoare).

## Specii asemănătoare

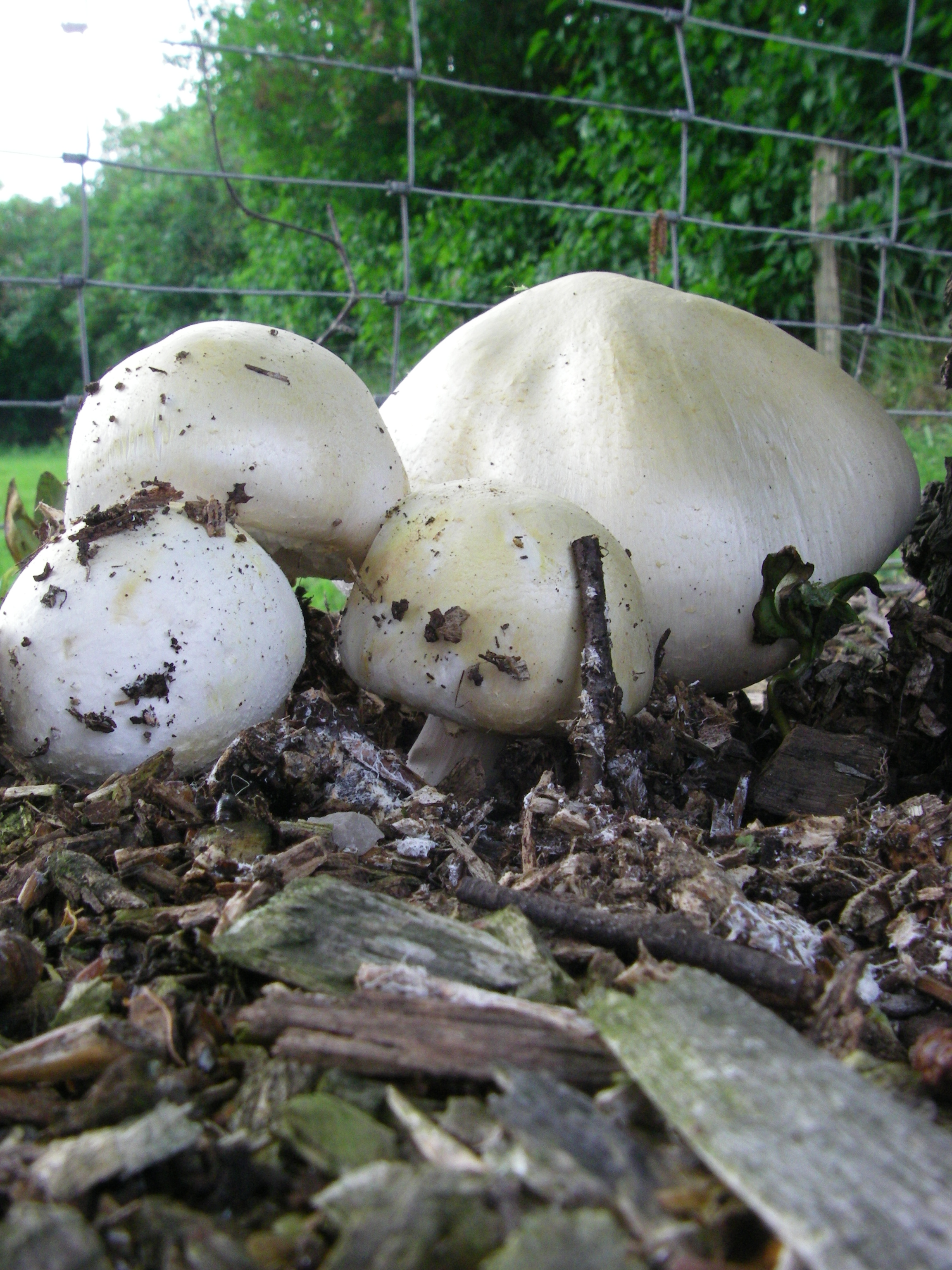
Agaricus arvensis
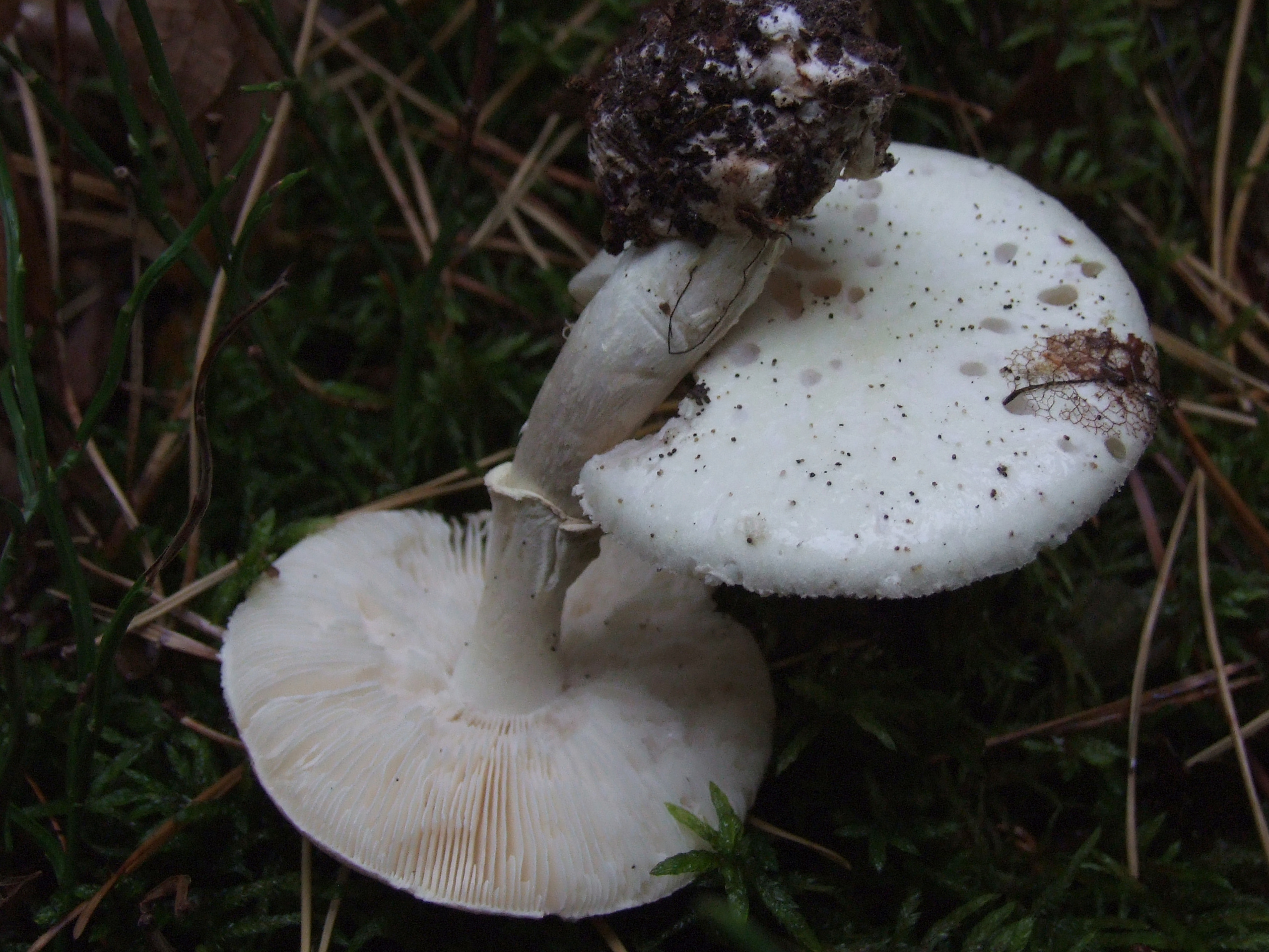
!!!Amanita virosa!!!
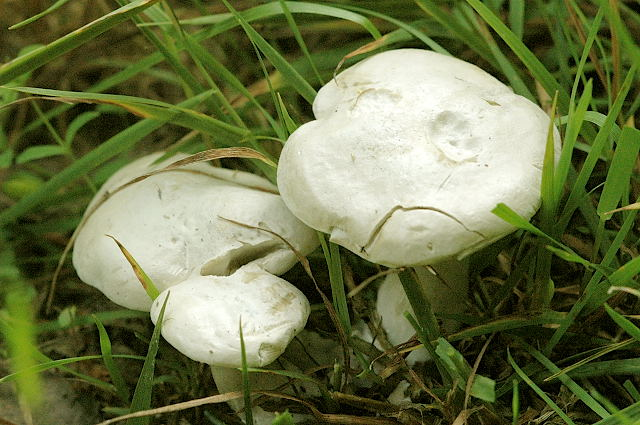
!!!Clitocybe.dealbata!!!
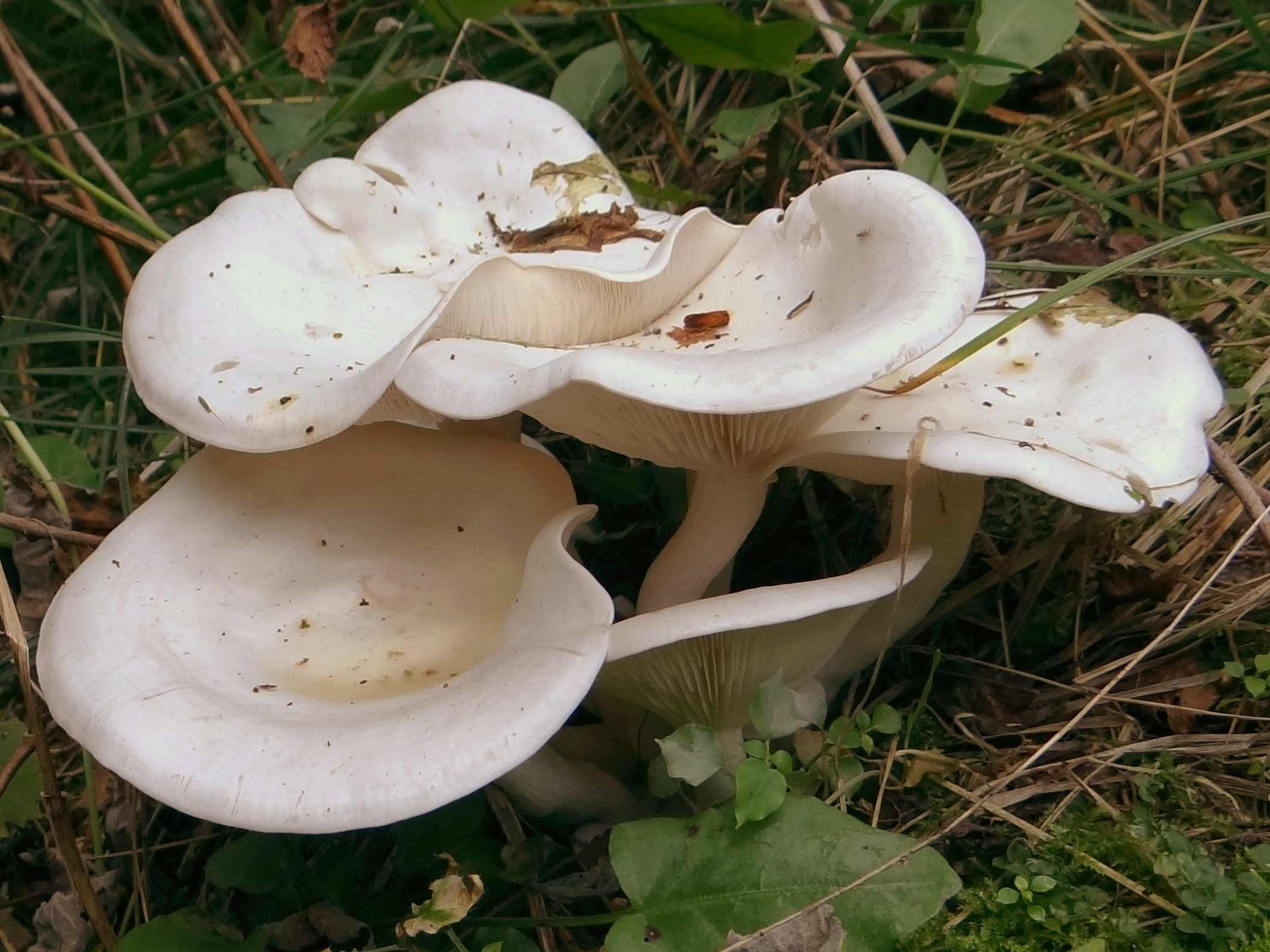
!!Clitocybe phyllophila!!
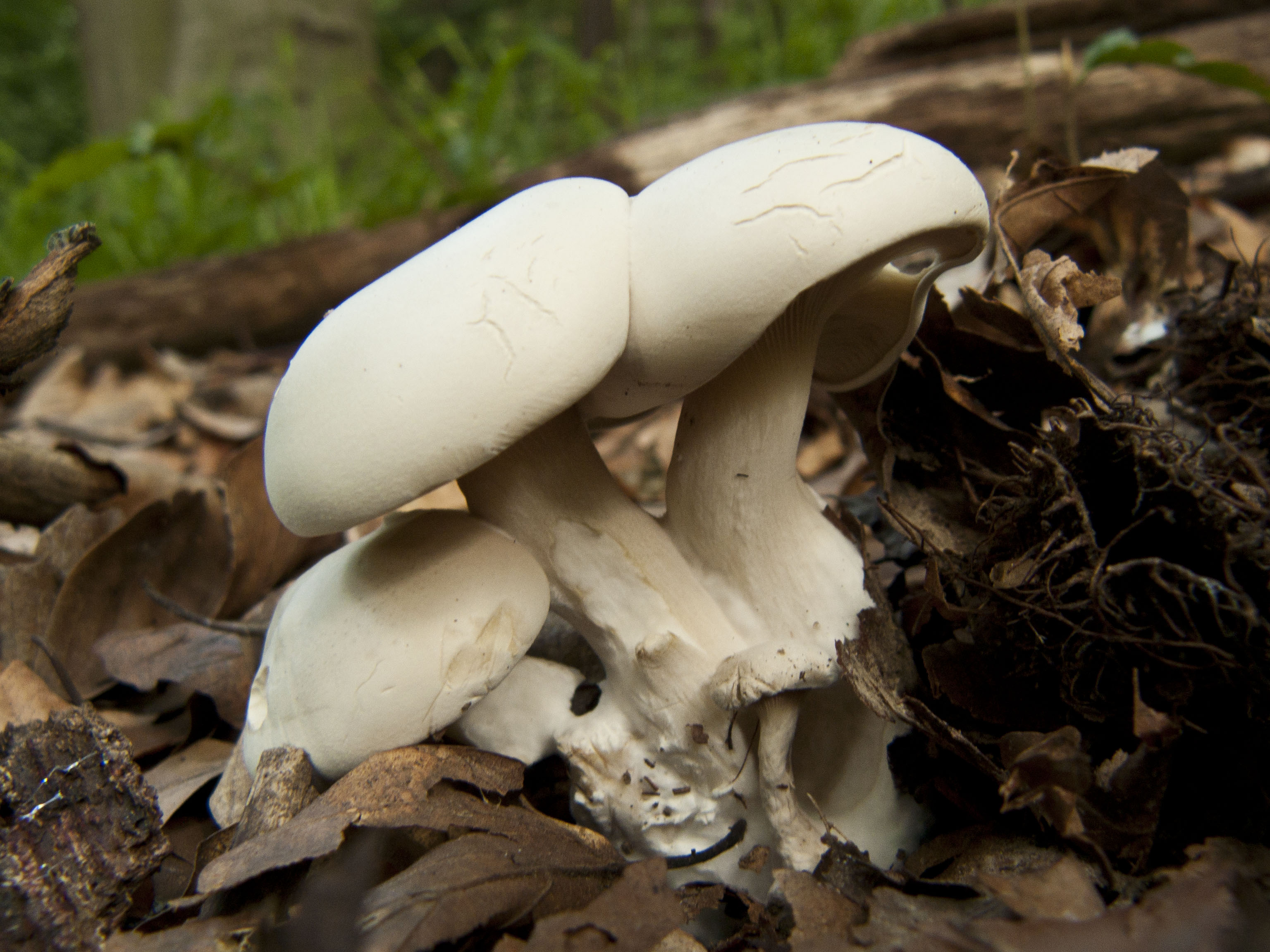
Clitopilus prunulus
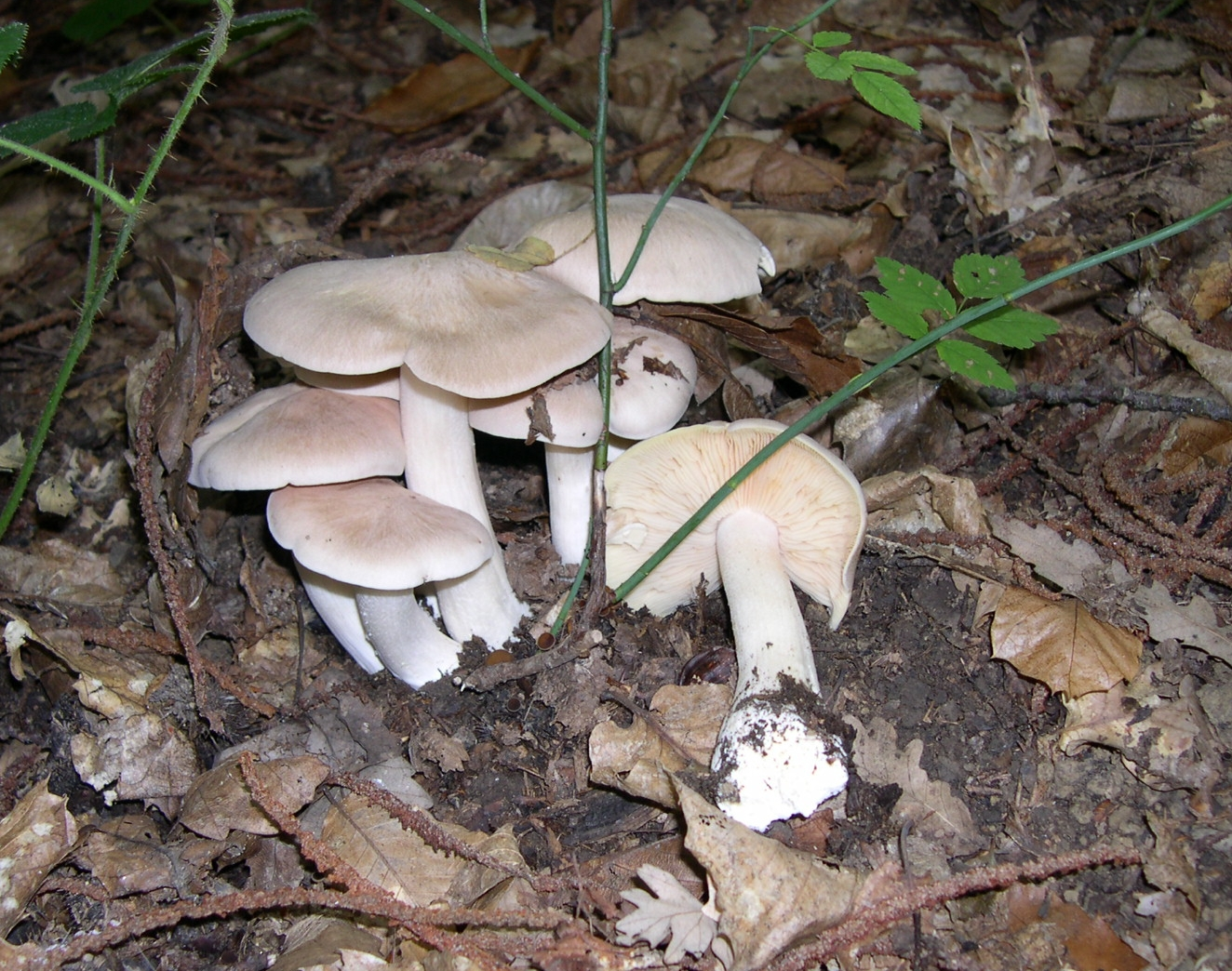
!!Entoloma sinuatum!!
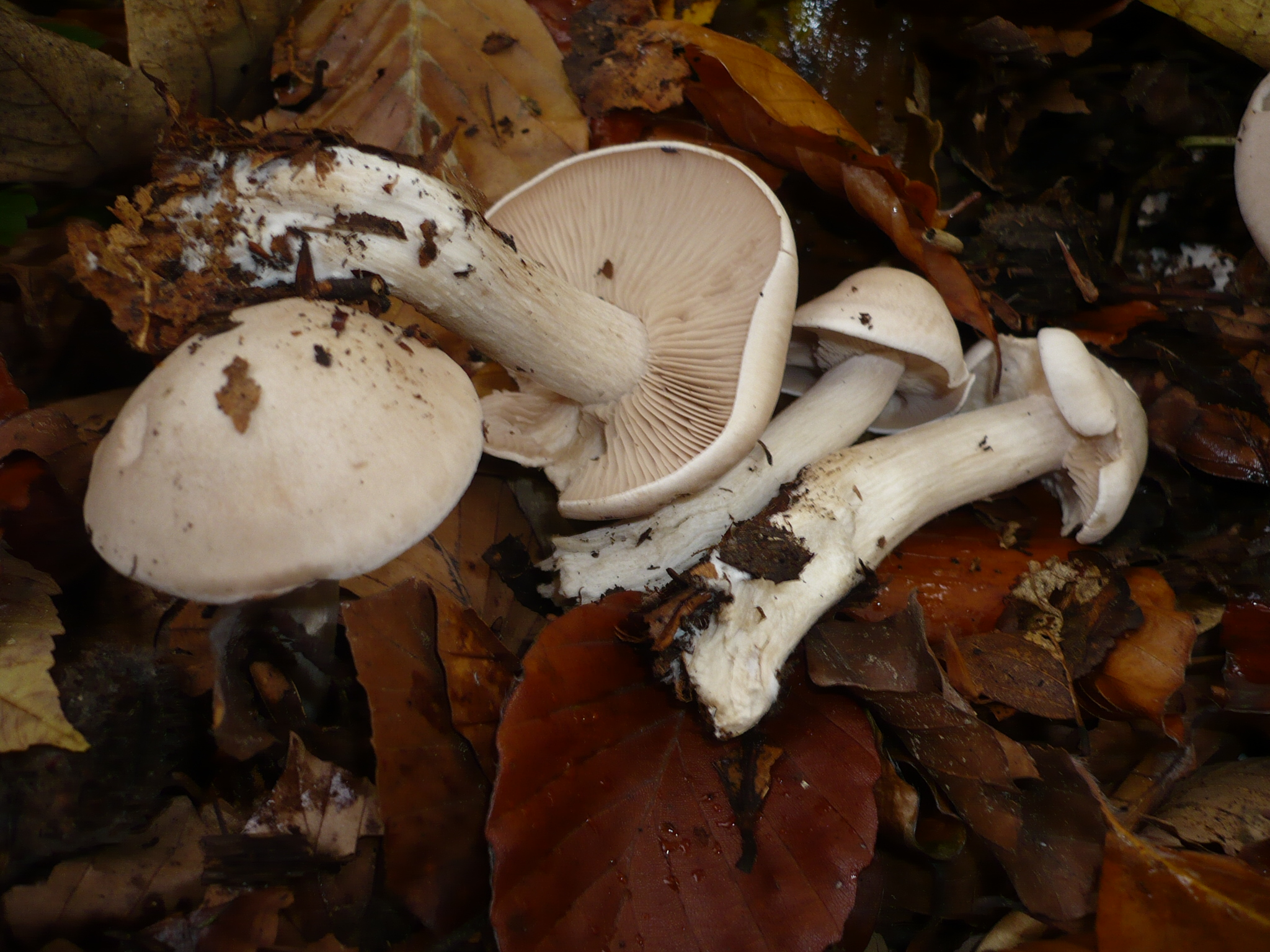
Lepista irina
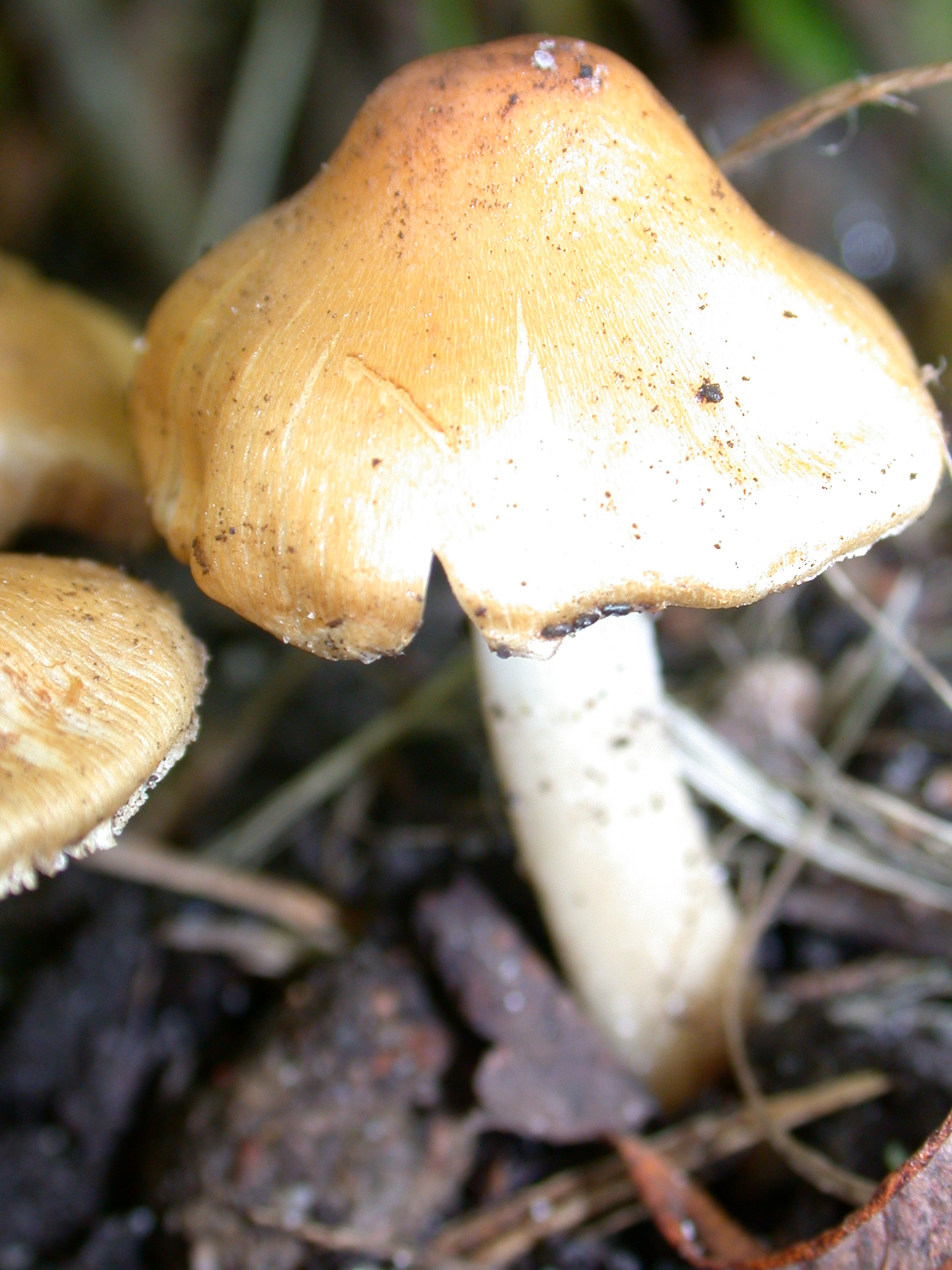
!!!Inocybe erubescens sin. patouillardi!!!
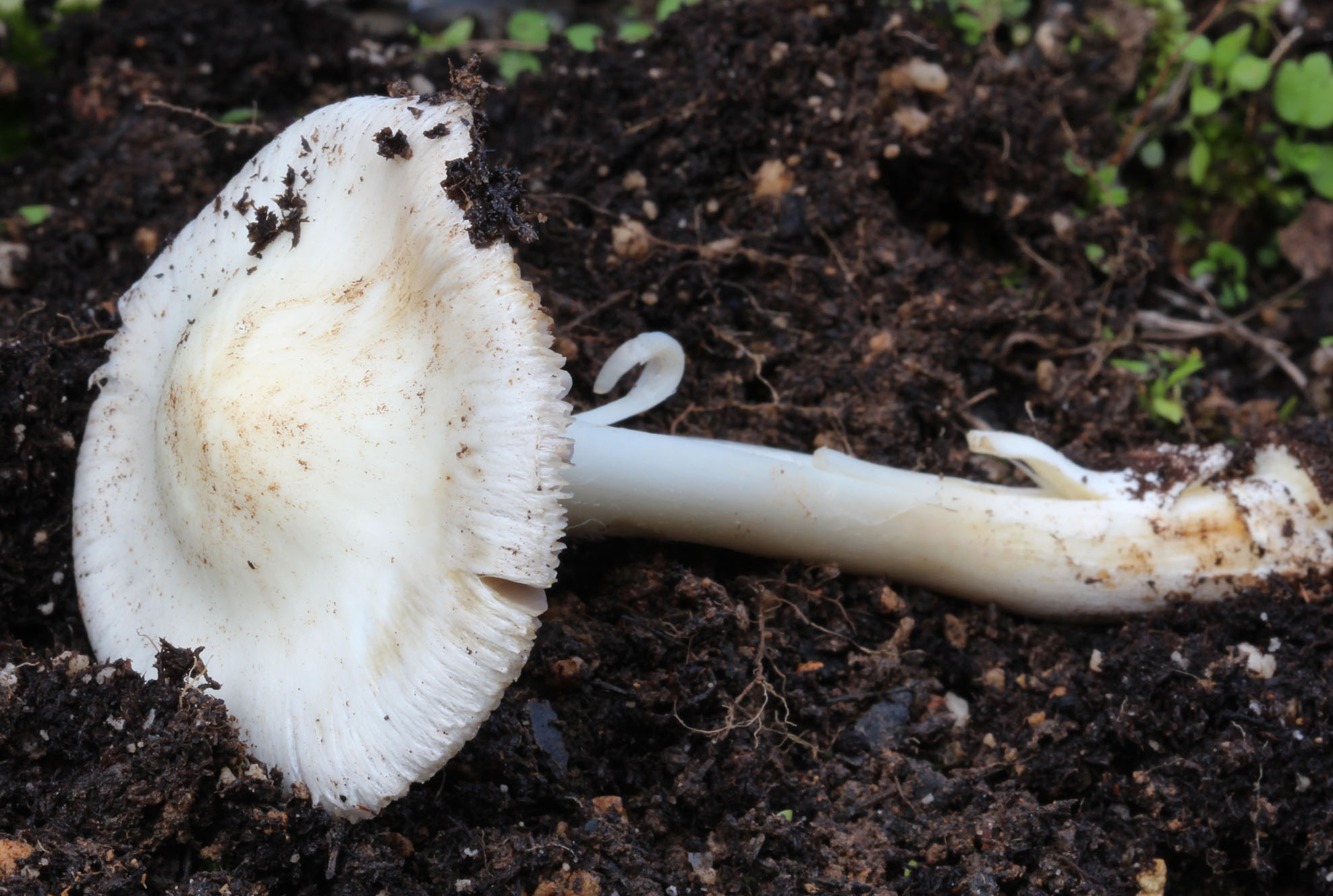
!!!Inocybe fibrosa!!!

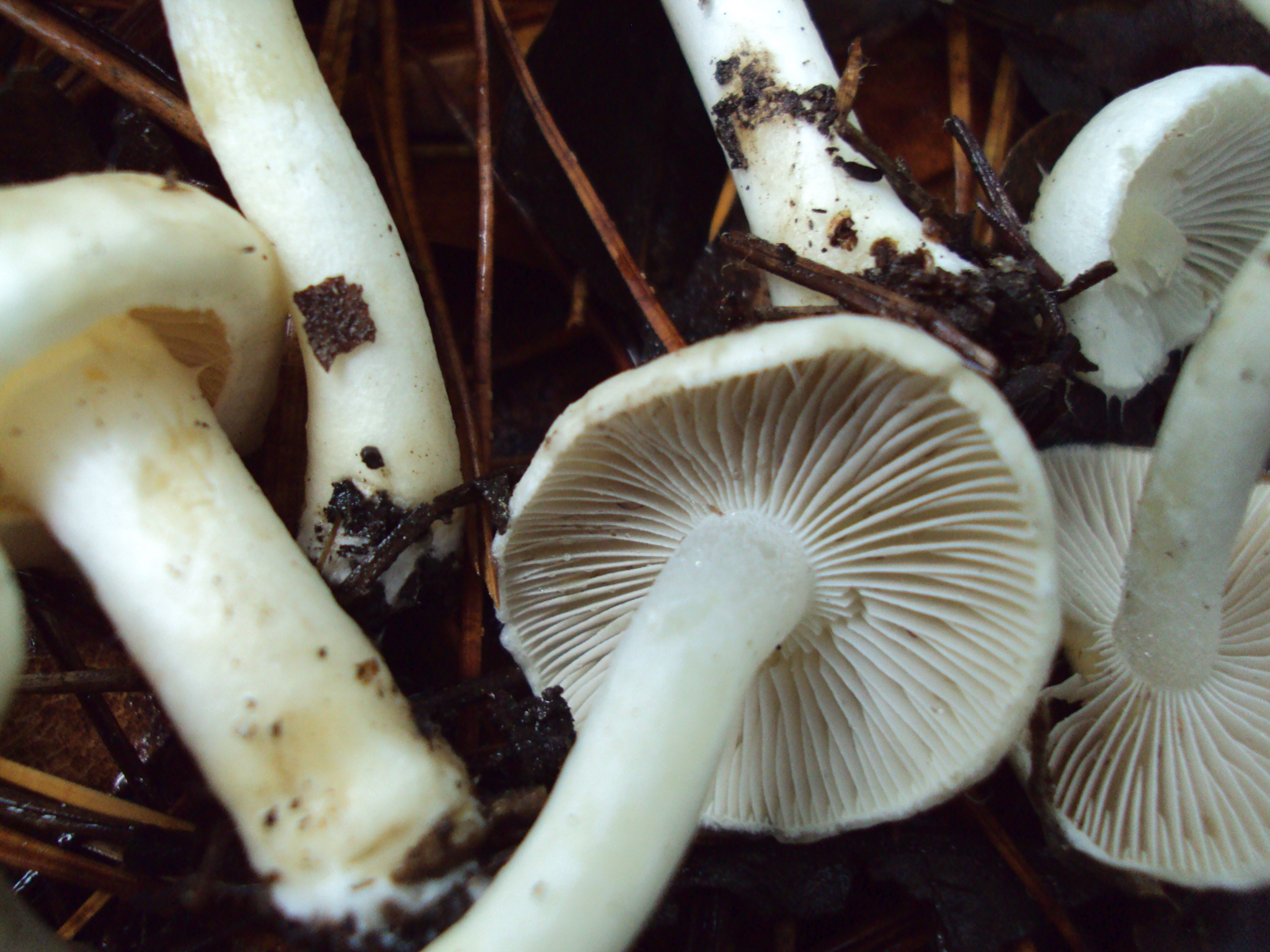
!!Inocybe geophylla!!
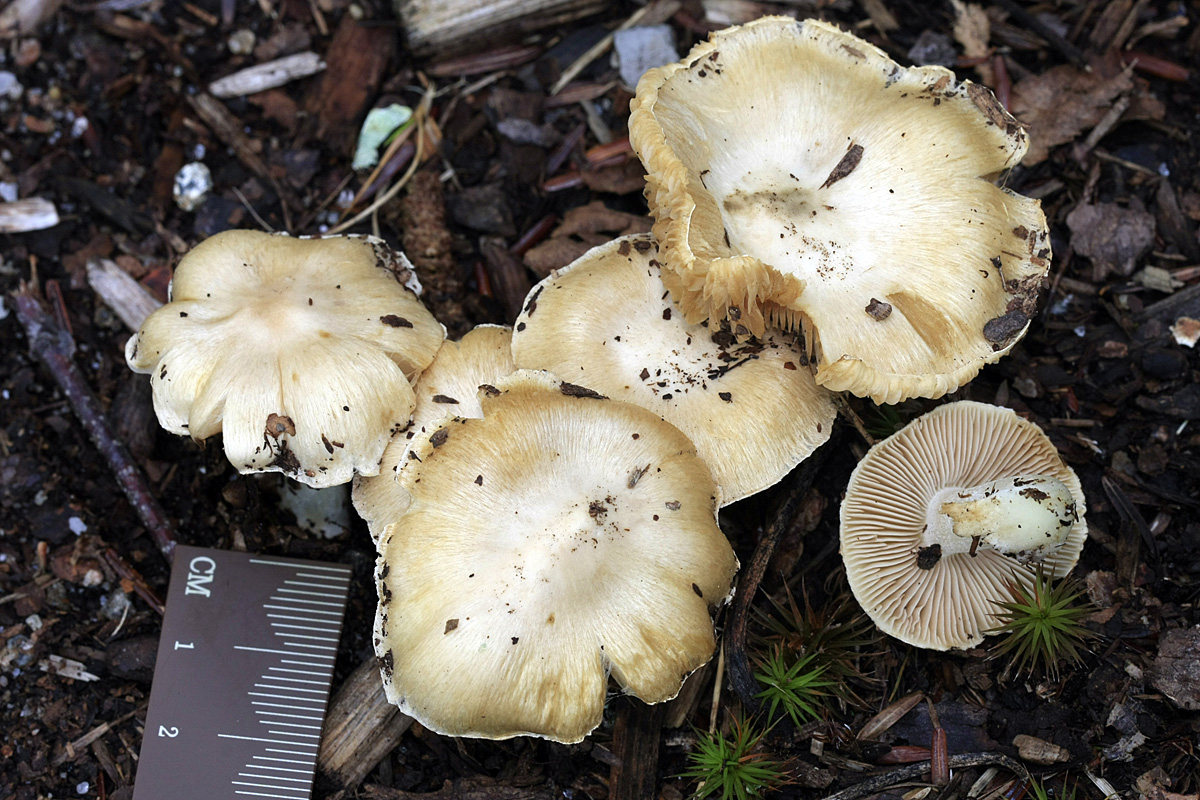
!!!Inocybe sambucina!!!
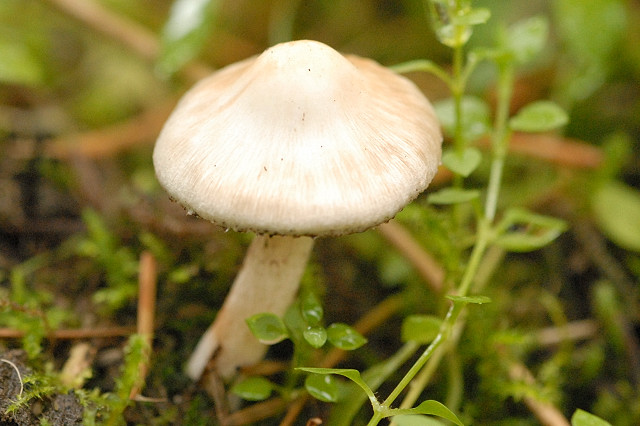
!! Inocybe.umbratica!!
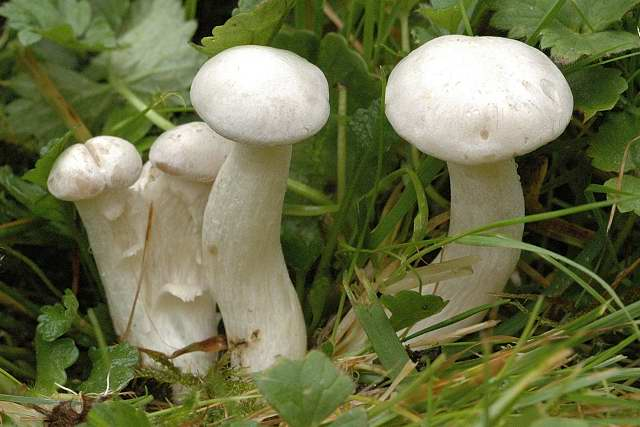
Leucocybe connata sin. Clitocybe connata, Lyophyllum connatum
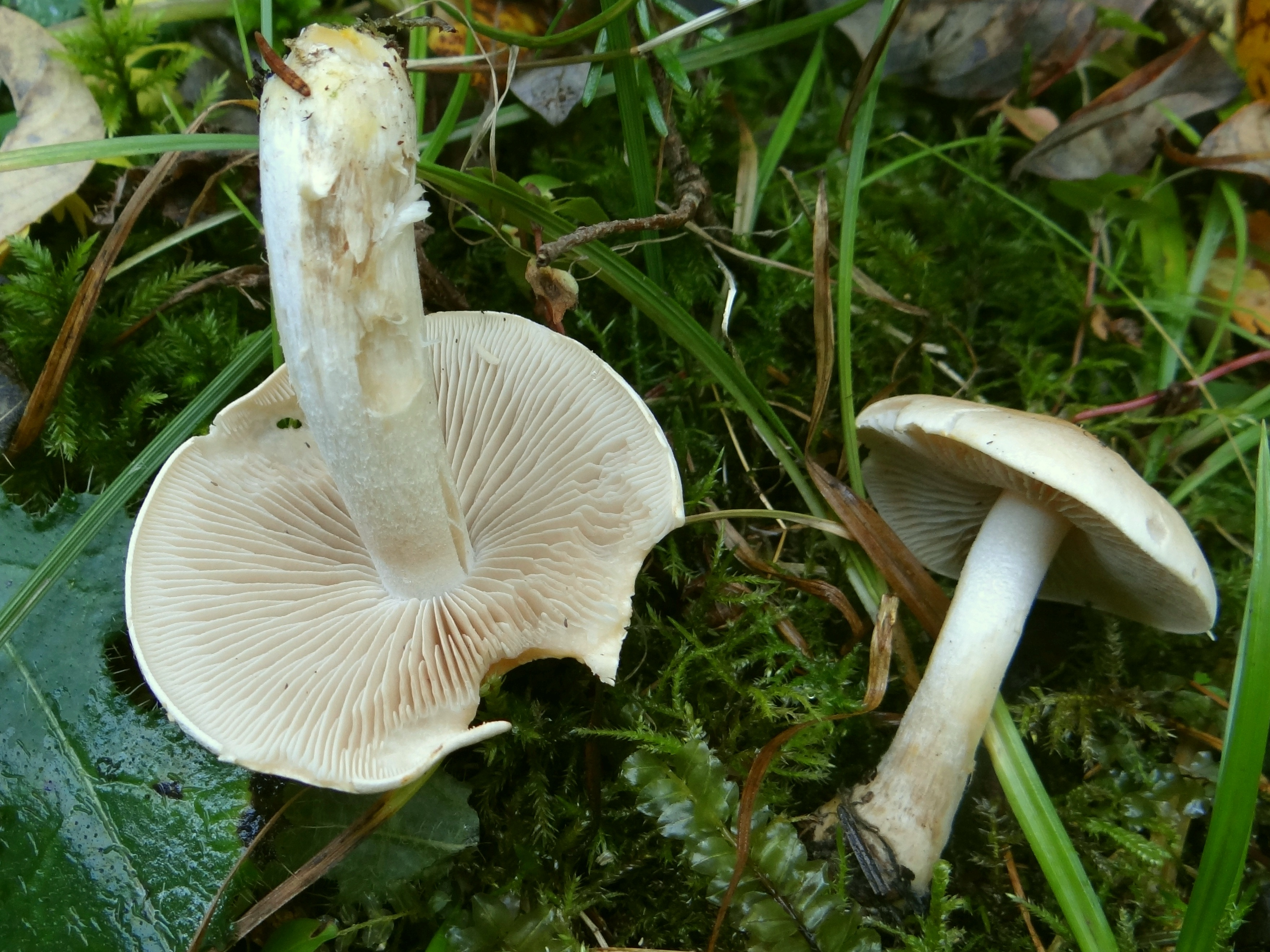
!Tricholoma album!
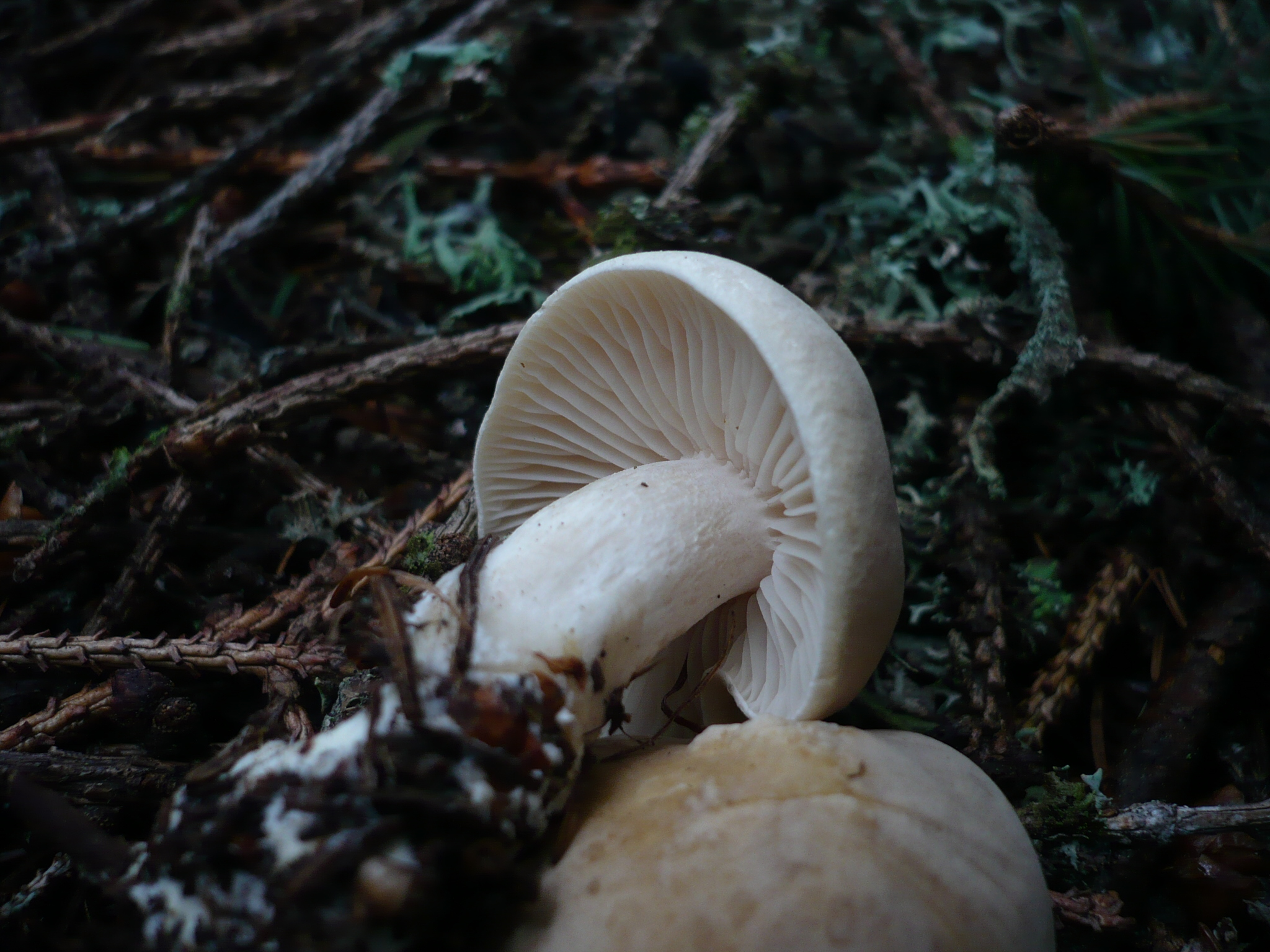
!Tricholoma inamoenum!
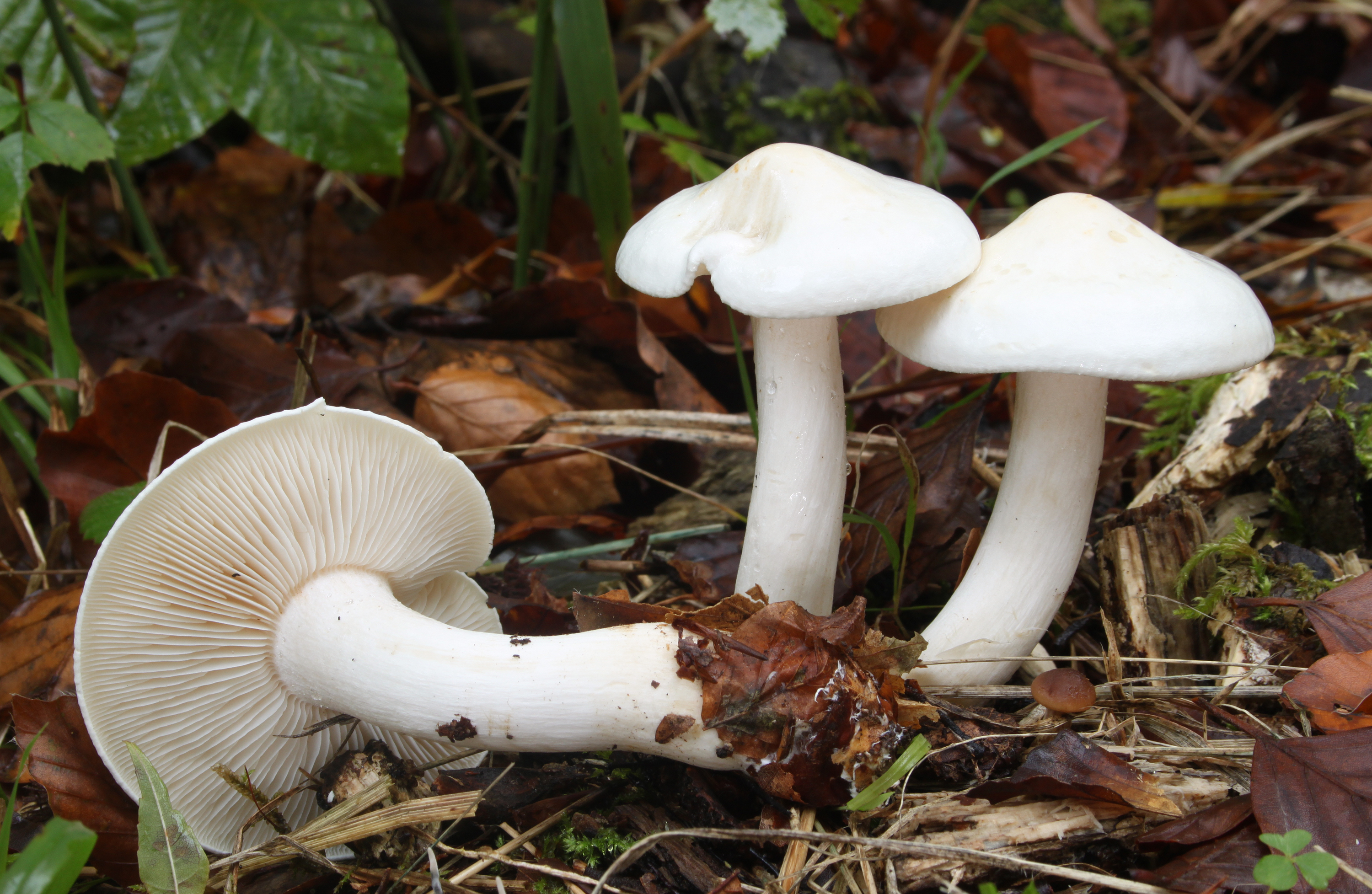
!Tricholoma lascivum!
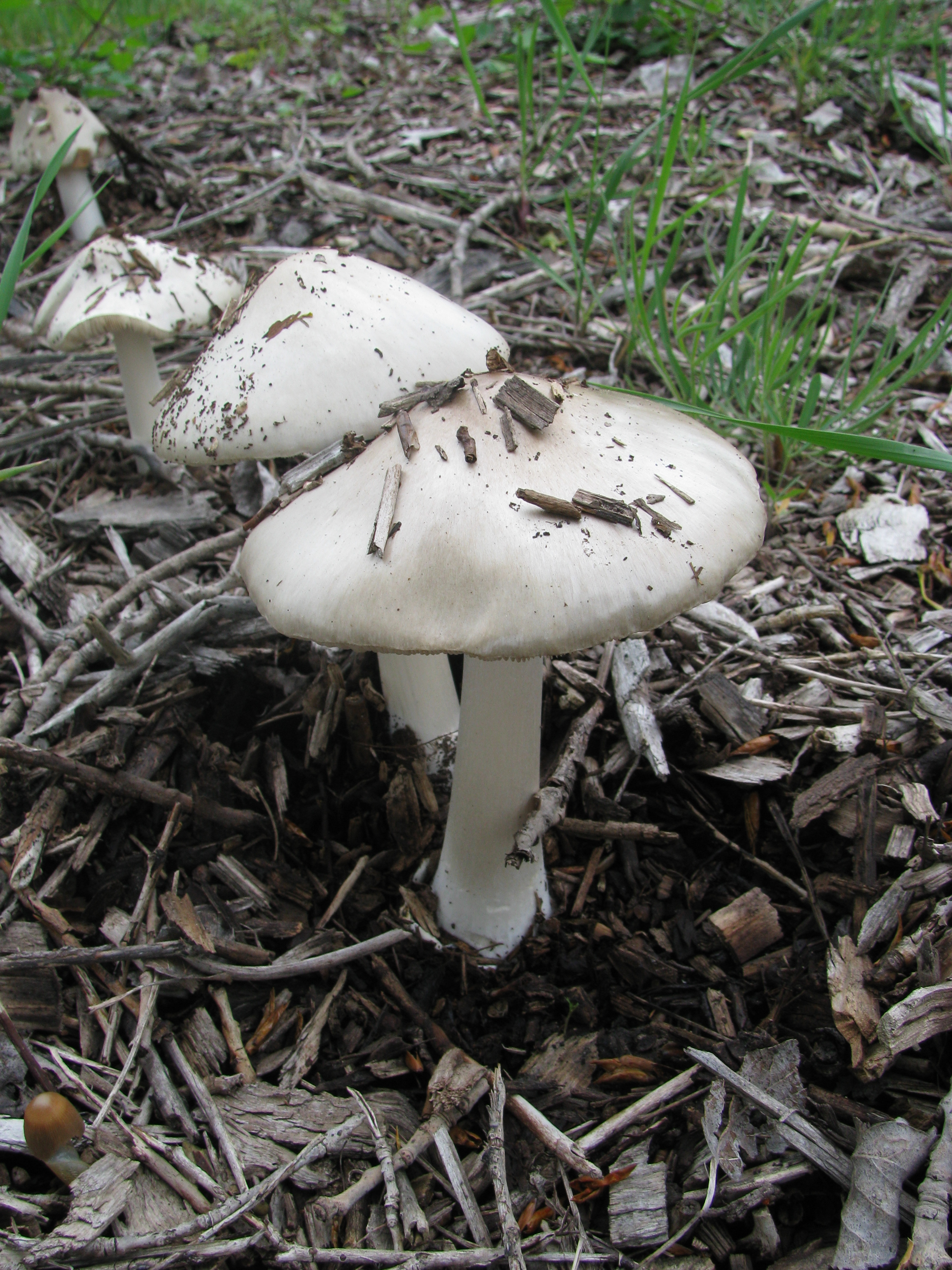
Volvariella speciosa !

## Valorificare
Pestrițele sunt ciuperci destul de savuroase. Exemplare tinere pot fi folosite împreună cu alte ciuperci de pădure. Conservarea în oțet sau untdelemn este de asemenea posibilă. Ele pot fi preparate ca buretele de mai.
| Nu mâncați niciodată bureți de genul Tricholoma iuți și/sau amari pentru că provoacă mereu tulburări gastrointestinale, parțial foarte severe. |